# Shu Yoshizawa
Shu Yoshizawa (japanisch 吉澤 柊 Yoshizawa Shu; * 20. oder 21. Oktober 1998 in der Präfektur Saitama) ist ein japanischer Fußballspieler.

## Karriere
Shu Yoshizawa erlernte das Fußballspielen in der Schulmannschaft der Bunan High School sowie in der Universitätsmannschaft der Sakushin Gakuin University. Seinen ersten Vertrag unterschrieb er am 1. Februar 2021 beim Iwaki FC. Der Verein aus Iwaki, einer Stadt in der Präfektur Fukushima auf Honshū, spielte in der vierten japanischen Liga, der Japan Football League. Am Ende der Saison feierte er mit Iwaki die Meisterschaft und den Aufstieg in die dritte Liga. Sein Drittligadebüt gab Shu Yoshizawa am 13. März 2022 (1. Spieltag) im Auswärtsspiel gegen den Kagoshima United FC. Hier wurde er nach der Halbzeitpause für Daigo Furukawa eingewechselt.  Das Spiel endete 1:1.

## Erfolge
Iwaki FC
- Japanischer Viertligameister: 2021  ▲